# Le Trésor des hommes bleus
Pour plus de détails, voir Fiche technique et Distribution.
Le Trésor des hommes bleus (El secreto de los hombres azules) est un film franco-espagnol réalisé en 1960 par Edmond Agabra et Marco Ferreri et sorti en 1961.

## Synopsis
Un aventurier américain, Fred, accompagne une caravane dans le désert marocain. Pendant le voyage, il découvre un trésor également recherché par Fernandez : ce dernier entend le récupérer par tous les moyens, y compris de manière violente.

## Fiche technique
Sauf indication contraire, les informations mentionnées dans cette section peuvent être confirmées par la base de données cinématographiques Unifrance,  présente dans la section « Liens externes ».
- Titre français : Le Trésor des hommes bleus ou Le Secret des hommes bleus ou Caravane pour Zagora[1]
- Titre original espagnol : El secreto de los hombres azules
- Réalisation : Edmond Agabra, Marco Ferreri[1]
- Scénario : Rafael Azcona
- Dialogues : Pierre Lary
- Photographie : Elloy Mella
- Musique : Joseph Kosma
- Sociétés de production : Films Destino - Les Films Matignon
- Lieux de tournage : Mohammédia, Mogador, Goulimine, Oasis de Taganit
- Genre : Film d'aventure
- Durée : 87 minutes
- Date de sortie : 
  - France : 14 juillet 1961[1]
  - Espagne : 14 août 1961

## Distribution
- Lex Barker : Fred
- Marpessa Dawn : Malika
- Odile Versois : Suzanne
- Franck Villard : Fernandez
- Monique Just : Leila
- Michèle Bailly